# Équipe Paule Ka
Équipe Paule Ka war ein Radsportteam im Frauenradsport mit Sitz in Littau, Schweiz.

## Geschichte
Nachdem das Team in den Jahren 2006 bis 2009 bereits den Status als UCI Women’s Team mit Schweizer Lizenz hatte und mit Fahrerinnen wie Karin Thürig, Emma Pooley und Noemi Cantele von Exprofis aus dem Männerbereich wie Sven Montgomery und Felice Puttini geleitet wurde, kehrte das Team 2014 unter dem Namen Bigla Pro Cycling Team in den internationalen Radsport zurück.
Der Namenssponsor Bigla ist ein Hersteller für Möbel im Büro- und Gesundheitsbereich. Zur Saison 2016 wurde der Radhersteller Cervélo erster Namenssponsor, und das Team mit deutscher Lizenz registriert.
Geleitet wurde das Team 2014 von Emil Zimmermann, der von den Sportlichen Leitern Ernst Meier und Mario Vonhof unterstützt wurde. Im Jahr 2016 übernahmen die ehemaligen Radprofis Dirk Baldinger und Fabian Jeker sowie der ehemalige deutsche Frauenbundestrainer Jochen Dornbusch die sportliche Leitung.
Zu den größten Erfolgen des Teams gehörten die Siege von Lotta Lepistö in den UCI Women’s WorldTour-Eintagesrennen Gent-Wevelgem und Open de Suède Vårgårda im Jahre 2017.
Im November 2018 beschuldigten die ehemaligen Fahrerinnen Iris Slappendel, Carmen Small, Vera Koedooder und Doris Schweizer in einem Artikel der niederländischen Zeitung De Volkskrant den Teamchef Thomas Campana des Mobbings von Radrennfahrerinnen des Teams. Campana stritt die Beschuldigungen ab. Während Annemiek van Vleuten, die im Jahr 2017 für das Team fuhr, die Vorwürfe bestätigte, teilte Ashleigh Moolman, die bis Ablauf der Saison 2018 Teammitglied war, mit, sie wolle in diese „Eskapade Thomas zu beschämen“ nicht involviert sein.
Zur Saison 2020 wurde Katusha Sports, zuvor Hauptsponsor des Team Katusha Alpecin im Männerradsport, Bekleidungsausrüster und zweiter Namenssponsor des Teams, das wieder eine Schweizer Lizenz erhielt, nachdem es zuvor mit dänischer Lizenz fuhr. Im selben Jahr wurde das Team Gründungsmitglied von UNIO, einer Vereinigung von Teambetreibern im Frauenradsport. Nachdem infolge der COVID-19-Pandemie die beiden bisherigen Hauptsponsoren in finanzielle Schwierigkeiten gerieten, übernahm ab Juli 2020 das Pariser Modelabel Paule Ka das Namenpatronat. Im folgenden September wurde bekannt, dass der neue Namenssponsor seine Verpflichtung nicht erfüllen konnte und das Team die nach dem UCI-Reglement vorgeschriebene Bankgarantie zur Bezahlung der Fahrerinnen und Betreuer in Anspruch nehmen müsse. Am 16. Oktober 2020 teilte das Teammanagement mit, dass die Saison 2020 mit sofortiger Wirkung beendet werden müsse und das Team aufgelöst werde.

## Erfolge
2014
| Datum     | Rennen                        | Kat. | Siegerin       |
| --------- | ----------------------------- | ---- | -------------- |
| 11. April | 3a Etappe Energiewacht Tour   | 2.2  | Vera Koedooder |
| 20. Juli  | 6. Etappe Thüringen-Rundfahrt | 2.1  | Elke Gebhardt  |

2015
| Datum         | Rennen                                                        | Kat. | Siegerin             |
| ------------- | ------------------------------------------------------------- | ---- | -------------------- |
| 5. Februar    | Südafrikanische Zeitfahrmeisterschaften                       | CN   | Ashleigh Moolman     |
| 7. Februar    | Südafrikanische Straßenmeisterschaften                        | CN   | Ashleigh Moolman     |
| 11. Februar   | Afrikanische Zeitfahrmeisterschaften                          | CC   | Ashleigh Moolman     |
| 13. Februar   | Afrikanische Zeitfahrmeisterschaften                          | CC   | Ashleigh Moolman     |
| 7. Juni       | 3. Etappe Auensteiner Radsporttage                            | 2.2  | Ashleigh Moolman     |
| 5.–7. Juni    | Gesamtwertung Auensteiner Radsporttage                        | 2.2  | Ashleigh Moolman     |
| 10. Juni      | Prolog Emakumeen Euskal Bira                                  | 2.1  | Annemiek van Vleuten |
| 24. Juni      | Finnische Zeitfahrmeisterschaften                             | CN   | Lotta Lepistö        |
| 24. Juni      | Schweizer Zeitfahrmeisterschaften                             | CN   | Doris Schweizer      |
| 26. Juni      | Kanadische Straßenmeisterschaften                             | CN   | Joëlle Numainville   |
| 27. Juni      | Finnische Straßenmeisterschaften                              | CN   | Lotta Lepistö        |
| 3. Juli       | Prolog Giro d’Italia Femminile                                | 2.1  | Annemiek van Vleuten |
| 20. Juli      | 4. Etappe Thüringen-Rundfahrt                                 | 2.1  | Lotta Lepistö        |
| 11. September | Prolog Giro della Toscana Femminile – Memorial Michela Fanini | 2.2  | Annemiek van Vleuten |
| 15. November  | 94.7 Cycle Challenge                                          | 1.1  | Ashleigh Moolman     |

2016
- Prolog Emakumeen Bira: Lotta Lepistö
- 1. Etappe Festival Elsy Jacobs: Lotta Lepistö
- US-amerikanische Zeitfahrmeisterschaft: Carmen Small
- Gesamtwertung und 2b. Etappe Auensteiner Radsporttage: Ashleigh Moolman
- 5. Etappe The Women’s Tour: Lotta Lepistö
- Finnische Zeitfahr- und Straßenmeisterschaft: Lotta Lepistö
- White Spot / Delta Road Race: Joëlle Numainville
- 1. Etappe Ladies Tour of Norway: Nicole Hanselmann
- Gesamtwertung, Prolog und 2. Etappe: Giro della Toscana Femminile – Memorial Michela Fanini: Ashleigh Moolman

2017
| Siege    | Siege                                                                 | Siege       | Siege  | Siege                 | Siege |
| Datum    | Rennen                                                                | Staat       | Klasse | Siegerin              |       |
| -------- | --------------------------------------------------------------------- | ----------- | ------ | --------------------- | ----- |
| 9. Feb.  | South Africa National Road Cycling Championships - Women ITT          | Südarfika   | CN     | Ashleigh Moolman      |       |
| 11. Mär. | Setmana Ciclista Valenciana, Gesamtwertung                            | Spanien     | 2.2    | Cecilie Uttrup Ludwig |       |
| 22. Mär. | Dwars door Vlaanderen                                                 | Belgien     | 1.1    | Lotta Lepistö         |       |
| 26. Mär. | Gent-Wevelgem                                                         | Belgien     | 1.WWT  | Lotta Lepistö         |       |
| 28. Apr. | Festival Elsy Jacobs, Prolog                                          | Luxemburg   | 2.1    | Ashleigh Moolman      |       |
| 21. Mai  | Emakumeen Bira, 5. Etappe                                             | Spanien     | 2.1    | Ashleigh Moolman      |       |
| 21. Mai  | Emakumeen Bira, Gesamtwertung                                         | Spanien     | 2.1    | Ashleigh Moolman      |       |
| 26. Mai  | La Classique Morbihan                                                 | Frankreich  | 1.1    | Ashleigh Moolman      |       |
| 27. Mai  | Grand Prix du Morbihan Féminin                                        | Frankreich  | 1.1    | Ashleigh Moolman      |       |
| 16. Jun. | Finnische Meisterschaften, Einzelzeitfahren der Frauen                | Finnland    | CN     | Lotta Lepistö         |       |
| 17. Jun. | Finnische Meisterschaften, Straßenrennen der Frauen                   | Finnland    | CN     | Lotta Lepistö         |       |
| 22. Jun. | Dänische Meisterschaften, Einzelzeitfahren der Frauen                 | Dänemark    | CN     | Cecilie Uttrup Ludwig |       |
| 24. Jun. | Deutsche Meisterschaften im Straßenradsport, Straßenrennen der Frauen | Deutschland | CN     | Lisa Klein            |       |
| 24. Jun. | Schweizer Meisterschaften, Straßenrennen der Frauen                   | Schweiz     | CN     | Nicole Hanselmann     |       |
| 5. Jul.  | Giro d'Italia Women, 6. Etappe                                        | Italien     | 2.WWT  | Lotta Lepistö         |       |
| 13. Aug. | Vårgårda WestSweden RR                                                | Schweden    | 1.WWT  | Lotta Lepistö         |       |
| 8. Sep.  | Giro della Toscana Femminile, Prolog                                  | Italien     | 2.2    | Lisa Klein            |       |
| 10. Sep. | Giro della Toscana Femminile, Gesamtwertung                           | Italien     | 2.2    | Ashleigh Moolman      |       |
| 10. Sep. | Giro della Toscana Femminile, 2. Etappe                               | Italien     | 2.2    | Ashleigh Moolman      |       |
| 19. Nov. | 94.7 Cycle Challenge Women                                            | Südarfika   | 1.1    | Ashleigh Moolman      |       |

2018
| Siege    | Siege                                                  | Siege                  | Siege  | Siege                 | Siege |
| Datum    | Rennen                                                 | Staat                  | Klasse | Siegerin              |       |
| -------- | ------------------------------------------------------ | ---------------------- | ------ | --------------------- | ----- |
| 25. Mai  | La Classique Morbihan                                  | Frankreich             | 1.1    | Ashleigh Moolman      |       |
| 26. Mai  | Grand Prix du Morbihan Féminin                         | Frankreich             | 1.1    | Ashleigh Moolman      |       |
| 17. Jun. | The Women’s Tour, 5. Etappe                            | Vereinigtes Königreich | 2.WWT  | Lotta Lepistö         |       |
| 21. Jun. | Belgische Meisterschaften, Einzelzeitfahren der Frauen | Belgien                | CN     | Ann-Sophie Duyck      |       |
| 27. Jun. | Schweizer Meisterschaften, Einzelzeitfahren der Frauen | Schweiz                | CN     | Nicole Hanselmann     |       |
| 28. Jun. | Dänische Meisterschaften, Einzelzeitfahren der Frauen  | Dänemark               | CN     | Cecilie Uttrup Ludwig |       |
| 29. Jun. | Finnische Meisterschaften, Einzelzeitfahren der Frauen | Finnland               | CN     | Lotta Lepistö         |       |
| 30. Jun. | Finnische Meisterschaften, Straßenrennen der Frauen    | Finnland               | CN     | Lotta Lepistö         |       |
| 7. Sep.  | Giro della Toscana Femminile, Prolog                   | Italien                | 2.2    | Lotta Lepistö         |       |

2019
| Siege    | Siege                                           | Siege                  | Siege  | Siege                 | Siege |
| Datum    | Rennen                                          | Staat                  | Klasse | Siegerin              |       |
| -------- | ----------------------------------------------- | ---------------------- | ------ | --------------------- | ----- |
| 1. Mai   | PanAmerican Road Race Championships - Women ITT | Mexiko                 | CC     | Leah Thomas           |       |
| 26. Mai  | SwissEver GP Cham-Hagendorn                     | Schweiz                | 1.2    | Julie Leth            |       |
| 1. Jun.  | Grand Prix du Morbihan Féminin                  | Frankreich             | 1.1    | Cecilie Uttrup Ludwig |       |
| 7. Jun.  | Tour de Bretagne féminin, 3. Etappe             | Frankreich             | 2.2    | Mikayla Harvey        |       |
| 12. Jul. | Giro d'Italia Women, 8. Etappe                  | Italien                | 2.WWT  | Elizabeth Banks       |       |
| 11. Aug. | Women's Tour of Scotland, 3. Etappe             | Vereinigtes Königreich | 2.1    | Leah Thomas           |       |
| 11. Aug. | Women's Tour of Scotland, Gesamtwertung         | Vereinigtes Königreich | 2.1    | Leah Thomas           |       |

2020
| Siege    | Siege                                                     | Siege      | Siege  | Siege              | Siege |
| Datum    | Rennen                                                    | Staat      | Klasse | Siegerin           |       |
| -------- | --------------------------------------------------------- | ---------- | ------ | ------------------ | ----- |
| 25. Jan. | Gravel and Tar La Femme                                   | Neuseeland | 1.2    | Niamh Fisher-Black |       |
| 16. Feb. | Neuseeländische Meisterschaften, Straßenrennen der Frauen | Neuseeland | CN     | Niamh Fisher-Black |       |
| 20. Feb. | Setmana Ciclista Valenciana, 1. Etappe                    | Spanien    | 2.2    | Emma Norsgaard     |       |
| 23. Feb. | Setmana Ciclista Valenciana, 4. Etappe                    | Spanien    | 2.2    | Leah Thomas        |       |
| 12. Jul. | Schweizer Meisterschaften, Einzelzeitfahren der Frauen    | Schweiz    | CN     | Marlen Reusser     |       |
| 20. Aug. | Tschechische Meisterschaften, Einzelzeitfahren der Frauen | Tschechien | CN     | Nikola Nosková     |       |
| 23. Aug. | Dänische Meisterschaften, Straßenrennen der Frauen        | Dänemark   | CN     | Emma Norsgaard     |       |
| 14. Sep. | Giro d'Italia Women, 4. Etappe                            | Italien    | 2.WWT  | Elizabeth Banks    |       |